# Xindian, Xiang'an
Xindian (kinesiska: 新店) är en köping i sydöstra Kina. Den ligger i stadsdistriktet Xiang'an i staden Xiamen i provinsen Fujian, omkring 190 kilometer sydväst om provinshuvudstaden Fuzhou.